# Retrotheristus breviseta
Retrotheristus breviseta är en rundmaskart. Retrotheristus breviseta ingår i släktet Retrotheristus, och familjen Monhysteridae. Arten är reproducerande i Sverige.